# Придворний бал. Відень
Придворний бал (нім. Ball bei Hof) — перший по значимості бал у Відні під час карнавалу, що відбувався через два тижні після Двірського балу у палаці Гофбург. Проходив за правління цісаря Франца Йосифа І (1848—1916) за участі близько 700 гостей. У балі брали участь виключно особи, що мали доступ до цісаря і цісарівни — фрейліни, члени Таємної ради, акредитовані дипломати, придворні високопосадовці шляхетного походження.
На відміну від Двірського балу гості займали місця за столами святкової вечері, званої на французький манер Зуппер (нім. Souper). Бал розпочинався з танцю котильон, що тривав біля години. Поміж 23:00 — 23:30 гості розбивались на окремі компанії у спеціально відведених місцях і після короткого завершального танцю близько 24:00 гості розходились. Через вбивство цісарівни Єлизавети 1899 Франц Йосиф І відмінив бал. Після розвалу Австро-Угорської імперії Придворний бал не проводився.